# Joe Carnahan
Joseph Aaron "Joe" Carnahan (Delaware, 9 de julio de 1970) es un director de cine estadounidense, conocido por dirigir películas como Blood, Guts, Bullets and Octane, Narc  o Smokin' Aces. Es hermano del guionista Matthew Michael Carnahan y de la productora Leah Carnahan.

## Carrera
Nació en Delaware, pero creció en Detroit, Míchigan y Sacramento, California. Pronto Carnahan empezó a trabajar para el Channel 31, una televisión local de Sacramento, dónde produjo varios cortos durante los años 90 como 'Wired to Blow', 'Gunpoint' o 'For Sale By Owner.' En 1998 la crítica reaccionó de forma positiva a su película Blood, Guts, Bullets and Octane por la que fue premiado en 1997 con el New York's Independent Feature Film Market y después, en 1998 en el Festival de Cine de Sundance.
En 2002, dirigió el thriller Narc, con Ray Liotta y Jason Patric. Y estuvo cerca de dirigir Misión imposible 3, producida por Tom Cruise y Paula Wagner pero dejó el proyecto por diferencias con los altos cargos. 
Uno de sus filmes más destacados es Smokin' Aces, de 2007.
En 2009, dirigió la película Killing Pablo y la versión de la serie de los 80, El Equipo A.

## Filmografía

### Director
- Blood, Guts, Bullets and Octane (1998)
- Narc (2002)
- The Hire: Ticker (2002)
- Smokin' Aces (2007)
- El Equipo A (2010)
- The Grey (2011)
- Stretch (2014)
- Boss Level (2019)[1]
- Copshop (2021)